# Franck Bernachot
Franck Bernachot, né le 16 mai 1962, est un parachutiste français.
Il a près de 15 000 sauts à son actif, et fait partie de l'équipe Aquasky de Grenoble.
Il fut membre de l'équipe de France seniors durant 18 ans.

## Palmarès
- 1er du classement mondial Juniors en 1984;
- Double Recorman du monde de voltige individuelle aérienne en 1990 (Bled (Yougoslavie)), et 1992 (8 juin à Grenade (Espagne): 5 s 40 sur un saut);
- Double Champion du monde de voltige individuelle, en 1990 (Bled), et 1998 (Vrsar (Croatie));
- Sextuple Champion du monde par équipes, en 1986 (précision aérienne), en 1990 (combiné, et précision aérienne), 1998 (combiné), 1998 (précision aérienne - Coupe du monde), et 2000 (combiné);
- Vice-champion du monde de combiné par équipes en 1986, et 2001 (Jeux mondiaux);
- Vice-champion du monde de voltige individuelle en 2000;
- Vice-champion du monde de voltige par équipes en 1998;
- Vice-champion du monde de voltige individuelle en 1997 (Jeux mondiaux);
- Vice-champion du monde de combiné individuel en 1996;
- Vice-champion du monde de voltige individuelle en 1994;
- 3e des championnats du monde de voltige individuelle en 2003 (Tallard);
- 3e des championnats du monde de voltige individuelle en 2001 (Jeux mondiaux);
- 3e des championnats du monde de voltige par équipes en 1998;
- 3e de la coupe du monde de voltige individuelle en 1998;
- 3e de la coupe du monde de combiné individuel en 1998;
- 3e des championnats du monde de voltige individuelle en 1986;
- 3e des championnats du monde de combiné individuel en 1986;

22 titres de Champion de France seniors (dont deux triplés, en 1987 et 2001):
- 10 fois Champion de France de voltige individuelle, en 1986, 1987, 1988, 1989, 1991, 1993, 1994, 1996, 1997, et 2003;
- 9 fois Champion de France du combiné, en 1986, 1987, 1988, 1989, 1990, 1996, 1997 (+ Olivier Henaff), 2001 (+ Jacques Baal), et 2003 (+ Philippe Valois - Champion du monde du combiné individuel en 1998, 2001, 2003, et 2004);
- 3 fois Champion de France de précision d'atterrissage, en 1987, 1990, et 2001.

## Récompenses
- Prix Emmanuel Rodocanachi de l'Académie des sports en 1990, avec l'équipe de France (Précision d’atterrissage).